# Georg Engelhardt (Maler)

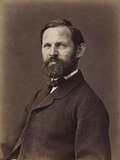
Georg Engelhardt

Georg Engelhardt (* 3. Februar 1823 in Mühlhausen in Thüringen; † 21. August 1883 in Charlottenburg (heute Stadtteil von Berlin)) war ein deutscher Landschaftsmaler und Vater des Landschaftsmalers Georg Hermann Engelhardt (1855–1934).

## Leben

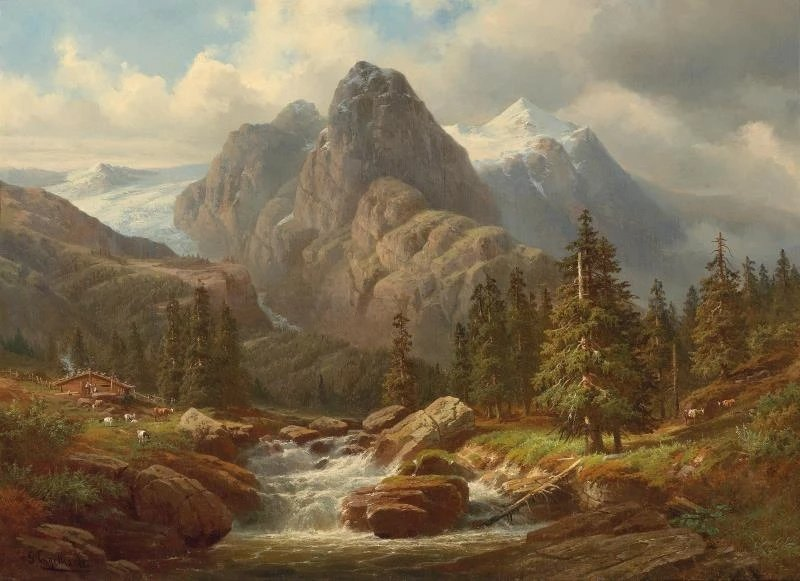
Das Wetterhorn in den Berner Alpen

Engelhardt studierte die Malerei von 1844 bis 1847 an der Preußischen Akademie der Künste in Berlin bei Eduard Biermann.
Danach unternahm er Studienreisen in die Alpengegenden. Seitdem widmete er sich vollständig der alpinen Landschaftsmalerei. Auch sein Sohn folgte dem Beispiel des Vaters.
Zu Engelhardts Arbeiten zählt das 1869 zusammen mit Carl Jordan erstellte Panorama vom Gipfel der Kreuzspitze. Auftraggeber für das Panorama war der „Gletscherpfarrer“ und Pionier des Alpinismus Franz Senn. Das Panorama gilt in der Glaziologie als präzise und wichtige Dokumentation der Gletscherstände in den Ötztaler Alpen um Vent während der Kleinen Eiszeit.

## Werke (Auswahl)
- das Meiringer Tal,
- Partie bei Winterstall im Ötztal,
- Motiv aus Südtirol,
- der Hochwald (1867),
- Kohlenbrenner am Brocken,
- die Jungfrau in der Schweiz,
- Herbstlandschaft (1872),
- Mühlen im Ötztal,
- Partie am Fischbach im Sulztal,
- Waldlandschaft im Vorharz.
- 360°-Panorama von der Kreuzspitze (1869) gemeinsam mit Carl Jordan